# Nomada wyomingensis
Nomada wyomingensis is een vliesvleugelig insect uit de familie bijen en hommels (Apidae). De wetenschappelijke naam van de soort is voor het eerst geldig gepubliceerd in 1913 door Swenk.